# La Sauvetat (Puy-de-Dôme)
La Sauvetat település Franciaországban, Puy-de-Dôme megyében. Lakosainak száma 725 fő (2022. január 1.). La Sauvetat Authezat, Corent, Plauzat, Tallende és Veyre-Monton községekkel határos.

## Népesség
A település népességének változása:
| Lakosok száma | 685  | 707  | 727  | 720  | 715  | 710  | 706  | 716  | 725  |
|               | 2013 | 2015 | 2016 | 2017 | 2018 | 2019 | 2020 | 2021 | 2022 |